# 世界气候研究计划
世界气候研究计划（WCRP, World Climate Research Programme） 是世界气候计划的一个组成部分。它于1980年，在国际科学理事会和世界气象组织的联合赞助下成立，自1993年以来也得到联合国教科文组织的政府间海洋学委员会（Intergovernmental Oceanographic Commission）的赞助。该计划的目标是发展对物理气候系统和气候过程的基本科学认识，以确定气候究竟可以被预测到何种程度，以及人类对气候的影响程度到底如何。该计划包括对全球大气、海洋、海冰、陆地冰（如冰川、冰盖和冰原），以及与它们一同构成地球物理气候系统的陆地表面的研究。
WCRP的工作涉及到地球气候系统中的不确定性问题，包括海洋的热传输和热储存、全球能量和水文循环、云的形成及其对辐射传输的影响，以及冰冻圈在气候中的作用。这些工作与政府间气候变化专门委员会（Intergovernmental Panel on Climate Change）确定的科学优先事项相适应，并为应对《联合国气候变化框架公约》中的相关问题提供了基础。WCRP还为解决《21世纪议程》中提出的挑战奠定了科学基础。WCRP与国际地圈生物圈计划（IGBP, International Geosphere-Biosphere Programme）和国际全球环境变化人文因素计划（IHDP, International Human Dimensions Programme）一道，为研究全球气候变化问题构建了合作的国际框架。
由三个赞助组织协商选出18名科学家，组成了一个联合科学委员会，为该计划提供科学指导。

## 主要项目
- 平流层-对流层过程及气候影响项目（SPARC, Stratosphere-troposphere Processes And their Role in Climate）
- 国际卫星云气候学项目（ISCCP, International Satellite Cloud Climatology Project）
- 气候和冰冻圈项目（CliC, Climate and Cryosphere）
- 气候变化和可预测性项目（CLIVAR, Climate Variability and Predictability）
- 全球能源与水循环实验项目 （GEWEX, Global Energy and Water Cycle Experiment）

## 拓展阅读
- 大气模型比对项目 （AMIP）
- David Carson（气候学家）
- 热带海洋-全球大气项目